# Карл Фридрих Баденский
Карл Фридрих Баденский (нем. Karl Friedrich von Baden; 22 ноября 1728, Карлсруэ — 10 июня 1811, Карлсруэ) — маркграф Баден-Дурлаха с 12 мая 1738 года, под именем Карла IV Фридриха, маркграф объединённого маркграфства Баден с 21 октября 1771 под именем Карла IV Фридриха, маркграф и курфюрст Бадена с 27 апреля 1803 года под именем Карла IV Фридриха, великий герцог Бадена с 25 июля 1806 года. Его правление — одно из самых долгих царствований в истории Европы и мира (дольше, чем 72-летняя эпоха Людовика XIV).

## Биография
Карл Фридрих родился 22 ноября 1728 года. Он был старшим сыном наследного принца Баден-Дурлаха, Фридриха (1703—1732) и его супруги Амалии Нассау-Дицской (1710—1777). У него был младший брат Вильгельм Людвиг (1732—1788). Отец Карла Фридриха умер в 1732 году, когда сыну было 3 года. Его воспитанием занималась его бабушка, Магдалена Вюртембергская (1677—1742), так как мать страдала психическим заболеванием.
Карл Фридрих стал маркграфом 12 мая 1738 года, когда умер его дед. Из-за своего несовершеннолетнего возраста c 1738 по 1746 год, регентом государства был Карл Август Баден-Дурлахский (1712—1786). Самостоятельное правление Карла Фридриха началось с 22 ноября 1746 года. Хотя, согласно предположениям, он мало обращал внимания на управление государством до тех пор, пока не женился в 1751 году.
Карл Фридрих получил образование в Лозаннской академии, которую посещал с 1743 по 1745 год. После окончания учёбы, он путешествовал по Франции и Нидерландам, вместе со своим дядей Вильгельмом Оранским, который позже станет Генеральным штатгальтером Республики Соединённых провинций.
В начале 1747 года распространились слухи, что Карл Фридрих хочет обратиться в католицизм. Это, а также новости о разгульном образе жизни (карточные игры и любовные приключения) заставили его дядю Вильгельма, предостеречь от запланированной поездку в Италию. В августе того же года, маркграф совершил очередной визит в Нидерланды, а затем в Великобританию, где принял участие в открытии парламента. Через год, он вернулся домой.
Наследственным договором 1765 года, между маркграфами Баден-Бадена и Баден-Дурлаха были созданы условия для воссоединения, которое произошло в 1771 году, после смерти Августа Георга Баден-Баденского.
Договор о наследстве предусматривал, что большая часть собственности Баден-Бадена должна перейти к Баден-Дурлаху. Родственникам перешло только богемное имущество, которое привезла Сибилла Августа. Договор также предусматривал, что оставшиеся в живых члены семьи маркграфа Баден-Бадена будут финансово урегулированы со своим судом и что активы католических учреждений, таких как монастырь Лихтенталь или монастырь Баден-Бадена, будут сохранены.
Его правление является примером просвещенного абсолютизма; Карл Фридрих поддерживал школы и университеты (его имя носит Гейдельбергский университет), судебную практику, экономику, культуру, городское строительство. Он упразднил в 1767 году пытки и в 1783 году крепостное право. Проезжавший по его владениям в 1790 году Е. Ф. Комаровский вспоминал:

Маркграф был добродетельнейший и почтеннейшей из всех германских принцев. Когда мы въехали в границы его владений и, поднимаясь на одну высокую гору, вышли из кареты, мы увидели несколько мужиков, пахавших в поле землю. Граф Румянцев мне сказал: «Спроси у них, кто их владетель». Они мне отвечали: «У нас нет владетеля, а мы имеем отца, маркграфа Баденского». Вероятно, по сей причине императрица Екатерина и предпочла женить своего внука на одной из принцесс сего благословенного дома.
В 1803 году по заключению имперского сейма Карл Фридрих стал курфюрстом, а с 1806 года — великим герцогом нового, сильно увеличенного Бадена. В том же году он присоединился к Рейнскому союзу. Благодаря политике Сигизмунда фон Райценштайна, части Пфальца на правом берегу Рейна, а также части епископств Констанца, Базеля, Страсбурга и Шпейера, были присоеденены к Бадену.
В 1809 году Карл Фридрих издал прогрессивный еврейский эдикт.
Карл Фридрих был членом английской масонской ложи и почетным членом ложи «Карл цур Айнтрахт» в Мангейме.
Карл Фридрих умер 10 июня 1811 года. Его могила находится в замке и коллегиальной церкви Святого Михаила в Пфорцхайме.

## Личная жизнь
От отношений с Элизой Барбарой Шлаттер, у него родился внебрачный сын:
- Карл Фридрих фон Фрейстедт (18 декабря 1749 — 20 декабря 1795), в 1775 году женился на Сабине Барбаре Гетц. У них родилось 8 детей.

В то время Каролина Луиза Гессен-Дармштадтская (1723—1783) искала себе мужа, после того как она уже отвергла нескольких претендентов. Она встретила Карла Фридриха, который с 1749 года добивался её руки. Свадьба состоялась 28 января 1751 года. У них родилось 5 детей:
- Карл Людвиг (14 февраля 1755 — 16 декабря 1801), его сын Карл наследовал деду Карлу Фридриху как великий герцог. Отец российской императрицы, супруги Александра I Елизаветы Алексеевны.
- Фридрих (29 августа 1756 — 28 мая 1817), женат на Кристиане Луизе, дочери князя Фридриха Августа Нассау-Узингенского
- Людвиг (9 февраля 1763 — 30 марта 1830), великий герцог Бадена с 1818 по 1830 год.
- Мертворождённый сын (29 июля 1764)
- Луиза Августа (8 января 1767 — 11 января 1767), умерла в младенчестве.

После смерти супруги Карл Фридрих в 1787 году женился морганатически на Луизе Каролине Гейер фон Гейерсберг (1768—1820). В день свадьбы невеста получила титул баронессы фон Гохберг, а в 1796 году — графини. У них родилось 5 детей:
- Леопольд (29 августа 1790 — 24 апреля 1852), великий герцог Бадена с 1830 по 1852 год.
- Вильгельм (8 апреля 1792 — 11 октября 1859), в 1830 году, женился на Елизавете Александрине Вюртембергской (1802—1864). У них родилось 4 дочери.
- Фридрих Александр (10 июня 1793 — 18 июня 1793), умер в младенчестве.
- Амалия (26 января 1795 — 14 сентября 1869), в 1818 году вышла замуж за Карла Эгона II цу Фюрстенберга (1796—1854). У них родилось 7 детей.
- Максимилиан (8 декабря 1796 — 6 марта 1882), женат не был. Детей не имел.